# 90. vestlige længdekreds
Den 90. vestlige længdekreds (eller 90 grader vestlig længde) er en længdekreds, der ligger 90 grader vest for nulmeridianen. Den løber gennem Ishavet, Nordamerika, Mellemamerika, Stillehavet, det Sydlige Ishav og Antarktis.